# Dipartimento di Abtouyour
Il dipartimento di Abtouyour è un dipartimento del Ciad facente parte della provincia di Guéra. Il capoluogo è Bitkine.

## Comuni
Il dipartimento comprende i seguenti comuni:
- Bang Bang
- Bitkine
- Mawa